# قانون اساسی بوسنی و هرزگوین
قانون اساسی بوسنی و هرزگوین بالاترین سند قانونی در بوسنی و هرزگوین می‌باشد. قانون اساسی فعلی ضمیمه چهارم از چارچوب کلی توافق برای صلح در بوسنی و هرزگوین است که با نام موافقت‌نامه دیتون شناخته می‌شود. این توافق در ۱۴ دسامبر ۱۹۹۵ به امضا رسید. با امضا قانون اساسی جنگ بوسنی به پایان رسید، اما پس از پایان جنگ از این قانون انتقادات فراوانی شد. تحت نظارت جامعه بین‌المللی ترتیبی برای اصلاحات در قانون اساسی توسط احزاب سیاسی دیده شد و در آوریل ۲۰۰۶ این اصلاحات تقدیم مجمع پارلمانی بوسنی و هرزگوین شد، اما این اصلاحات نتوانست دو سوم آرا مجلس نمایندگان را بدست آورد.

## اصول
- ماده اول در بوسنی و هرزگوین: اصول دموکراتیک، ترکیب سیاسی، جنبش کالا، پایتخت، نشان‌ها و شهروندی
- ماده دوم - حقوق بشر و آزادی‌های اساسی: حقوق بشر، استانداردهای بین‌المللی، شمارش حقوق انسانی، عدم تبعیض، پناهندگان و آوارگان، اجرای قوانین، موافقت‌نامه‌ها و همکاری‌های بین‌المللی
- ماده سوم - در مسئولیت‌ها و روابط میان نهادهای بوسنی و هرزگوین و اشخاص جامعه: مسئولیت‌های نهادهای بوسنی و هرزگوین، مسئولیت اشخاص حقوقی، قوانین و مسئولیت‌های نهادها و موسسات، هماهنگی و مسئولیت‌های دیگر
- ماده چهارم - در مجلس‌ها: خانه ملت، مجلس نمایندگان، شیوه اجرا و عمل
- ماده پنجم - در انتخابات ریاست جمهوری: انتخابات و شرایط آن، شیوه اجرا، قدرت، شورای وزیران، و کمیته دائمی
- ماده ششم - در دادگاه قانون اساسی: ترکیب رویه قضایی و تصمیم‌گیری
- ماده هفتم - در بانک مرکزی
- ماده هشتم - در امور مالی
- ماده نهم - مقررات عمومی
- مقاله دهم - در روش اصلاح
- ماده یازدهم - در ترتیبات انتقالی
- ماده دوازدهم - اعمال قانون